# StreetScooter
StreetScooter GmbH est un constructeur de véhicules électriques situé à Aix-la-Chapelle, en Allemagne. La société appartient à Deutsche Post DHL Group depuis 2014.
La société a livré plus de 13 500 fourgonnettes et camions tout électriques en Allemagne.

## Histoire

### 2010–2014: Création, acquisition par Deutsche Post
En juin 2010, Achim Kampker, avec Günther Schuh, a fondé Street Scooter GmbH, (en août 2014, il a été renommé StreetScooter GmbH). Il s'agissait d'une initiative de recherche privée à l'Université RWTH d'Aix-la-Chapelle qui est devenue plus tard une société indépendante à Aix-la-Chapelle. Kampker a également été le fondateur et président du réseau européen pour l'électromobilité abordable et durable.
L'une des conceptions expérimentales de la société était la StreetScooter C16, une très petite citadine biplace avec toutes ses pièces extérieures en plastique imprimées en 3D, présentée à EuroMold en novembre 2014.
En mai 2014, l'entreprise a annoncé que la ville d'Aix-la-Chapelle, la mairie d'Aix-la-Chapelle et la caisse d'épargne d'Aix-la-Chapelle avaient commandé des véhicules électriques à l'entreprise.

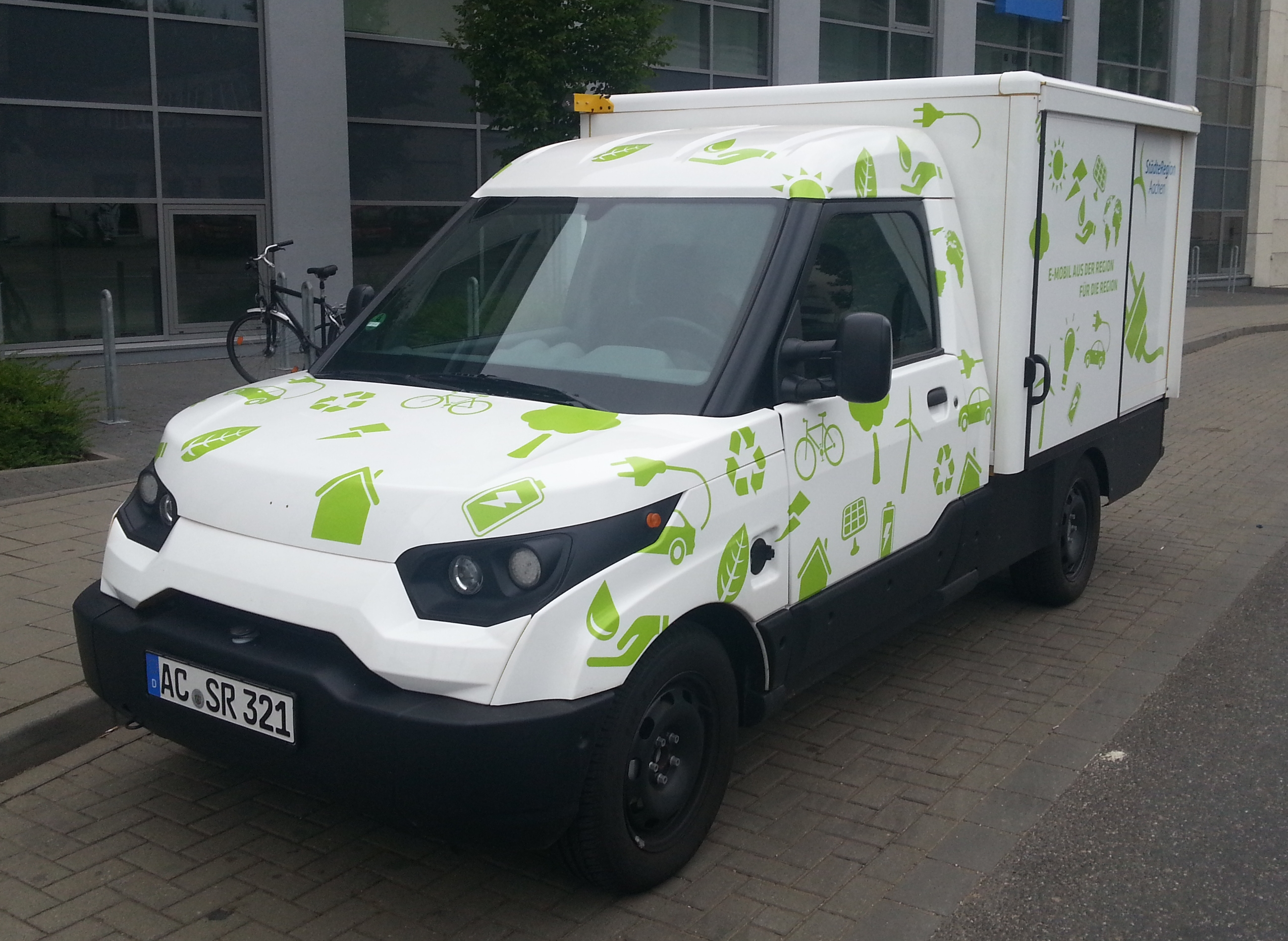
StreetScooter utilisé par la région urbaine d’Aix-la-Chapelle (photo de 2015).

En décembre 2014, environ 70 employés fabriquaient 200 véhicules par an dans les locaux de la Waggonfabrik Talbot, l'ancienne usine Talbot/Bombardier à Aix-la-Chapelle. À cette époque, Deutsche Post DHL Group a acheté la société StreetScooter, qui est devenue sa filiale à 100%.
La société a annoncé en avril 2016 son intention de commencer la production à plus grande échelle du modèle StreetScooter Work avec 2000 à produire d'ici la fin de cette année. À l'avenir, des fourgons électriques avec une autonomie beaucoup plus grande seront nécessaires pour atteindre l'objectif de remplacer l'ensemble de la flotte Deutsche Post et DHL Express d'environ 70 000 véhicules par des StreetScooters électriques.

### 2015-2018: Production de masse

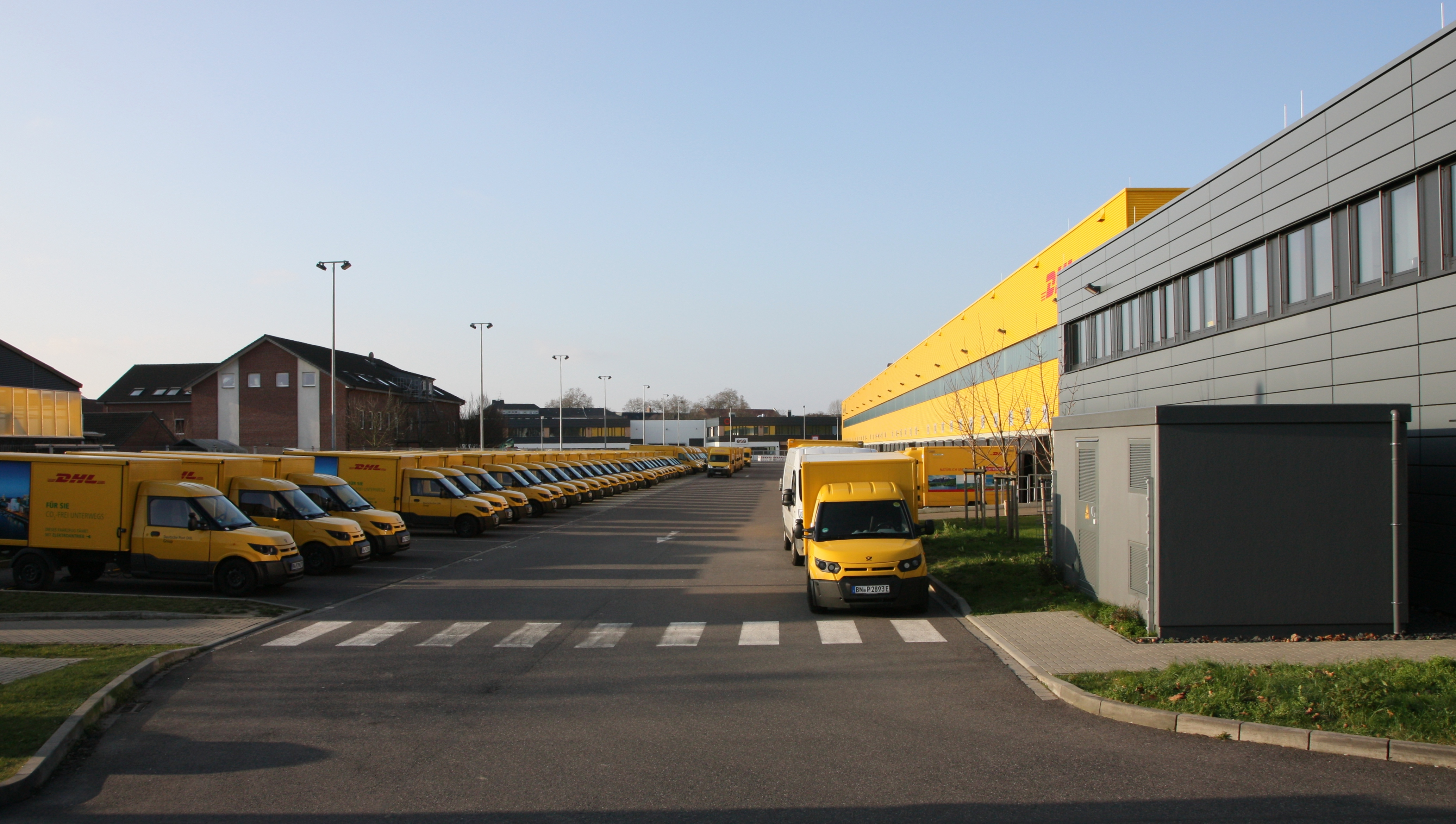
Environ 10 000 StreetScooters ont été livrés en Allemagne de 2015 à fin 2018, dont environ 9 000 à Deutsche Post / DHL.

En avril 2016, Deutsche Post DHL Group a annoncé que StreetScooter GmbH passerait à l'échelle pour fabriquer environ 10 000 des véhicules de travail par an, à partir de 2017.
Le rapport annuel 2016 de Deutsche Post indique qu'il prévoit de remplacer sa flotte de véhicules de livraison en Allemagne par les produits électriques StreetScooter «à moyen terme». Des fourgons et des camions électriques d'une autonomie beaucoup plus grande seront nécessaires pour atteindre l'objectif à très long terme de remplacer l'ensemble de la flotte du Groupe d'environ 70 000 véhicules par des véhicules StreetScooter électriques.
Certains des fourgons Deutsche Post à remplacer par des StreetScooters sont les modèles Volkswagen Caddy. StreetScooter a montré un prototype plus grand, le Work L, en septembre 2016. La société a également annoncé qu'elle développait un modèle Work Orange avec un «tombereau électrohydraulique à trois voies» destiné aux entreprises qui traitent des déchets ou des matériaux de construction.
En octobre 2017, Streetscooter a annoncé la construction d'une deuxième usine à Düren avec une capacité de production allant jusqu'à 10000 véhicules par an. Les opérations devraient commencer au deuxième trimestre de 2018. En 2018, Deutsche Post a remporté un contrat pour fournir 200 camions électriques au service de livraison britannique Milk & More.

### 2019–: Vente potentielle, expansion en Chine
À partir d'août 2019, en raison de la concurrence croissante des constructeurs automobiles établis, Deutsche Post envisage de vendre StreetScooter ou de s'associer avec d'autres entreprises, afin de faire du profit.
En septembre 2019, StreetScooter a annoncé une coopération avec le constructeur automobile chinois Chery. Il a été prévu de produire jusqu'à 100 000 véhicules par an d'ici 2021.

### 2020: Fermeture
En mars 2020, DHL a annoncé que StreetScooter serait fermé au lieu d'être vendu.

## Modèles

### Work
Ce véhicule est équipé de batteries lithium-ion et est propulsé par un moteur électrique synchrone à aimant permanent, donnant 68 kW de puissance de crête (58 kW de puissance continue) et 205 N m de couple. La capacité de la batterie est de 40 kWh; une option de bloc-batterie plus petite de 20 kWh a également été proposée. La vitesse maximale du fourgon est de 120 km/h.

### Work L

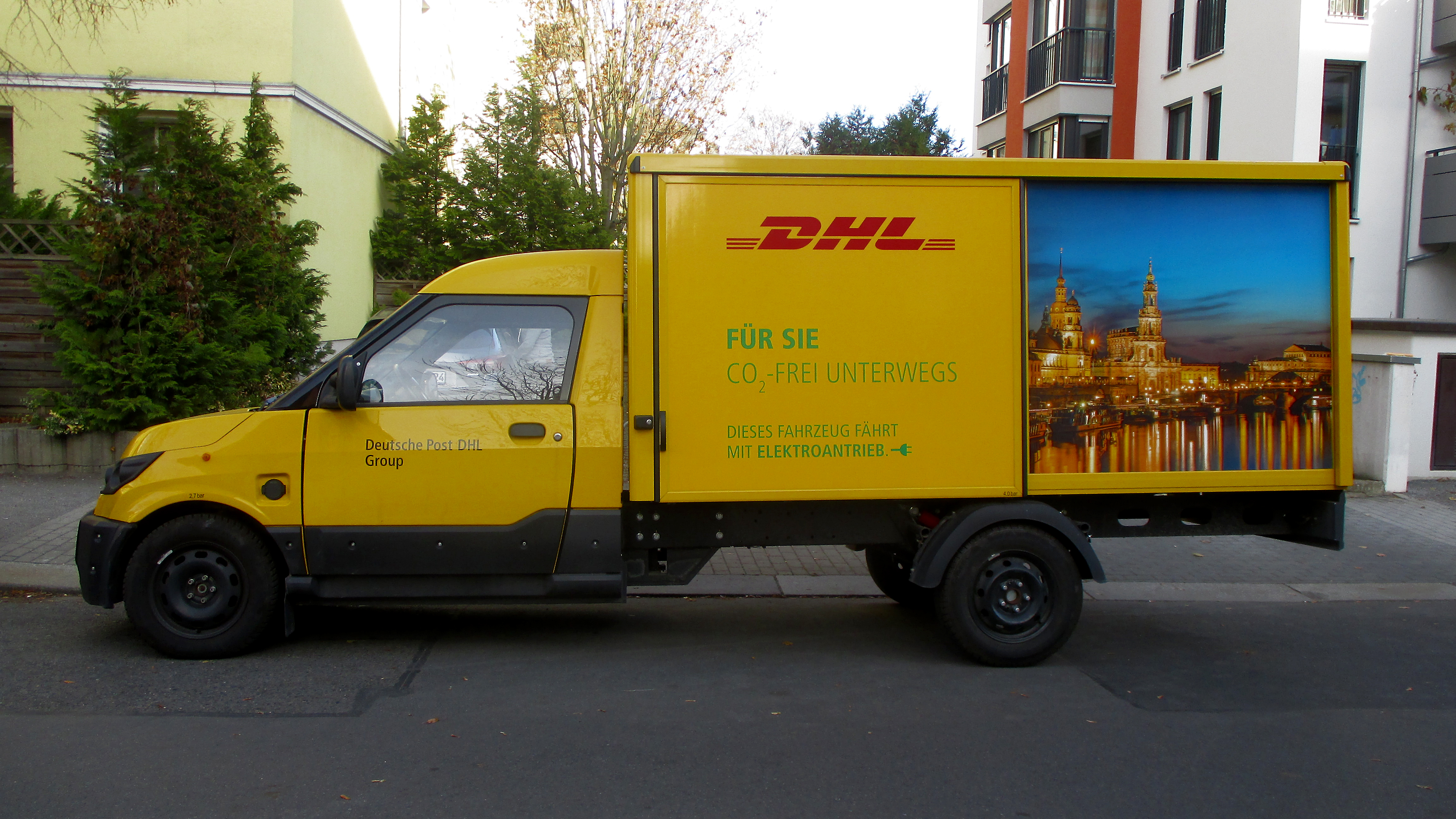
StreetScooter Work L

Présenté en septembre 2016 au salon IAA Commercial Vehicles, le prototype Work L est un véhicule plus long et légèrement plus haut avec presque le double du volume de chargement.

### Work XL
Introduit en août 2017, le Work XL est basé sur le Ford Transit, avec un volume de chargement de 20 mètres cubes. Ce modèle a une   batterie de 76 kWh, peut atteindre 90 km/h et son autonomie est de 205 km (NEDC), transportant une charge utile allant jusqu'à 1175 kg. Ce plus grand modèle de la série "Work" est produit exclusivement pour Deutsche Post.

## Galerie

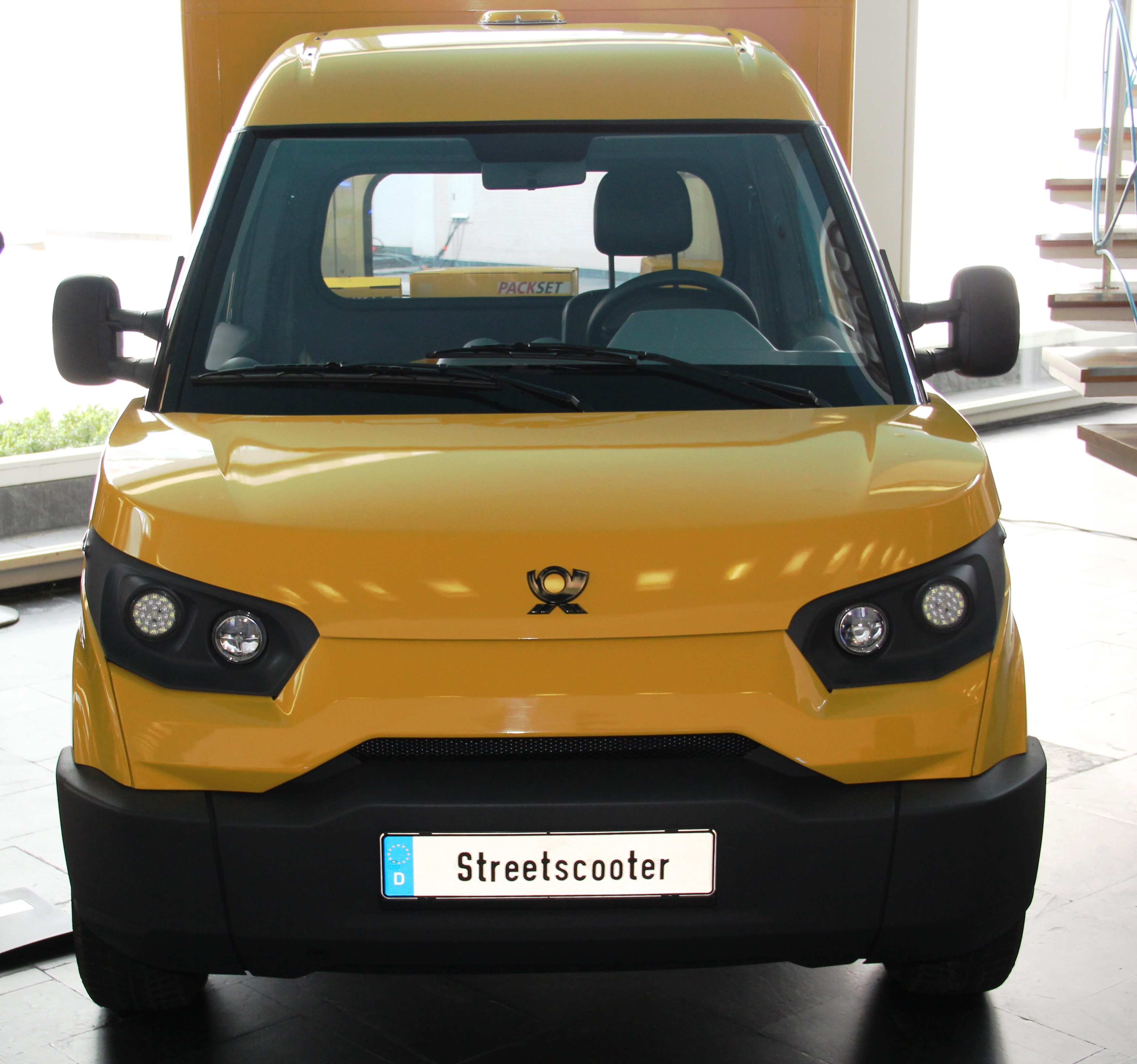
Un StreetScooter de front.
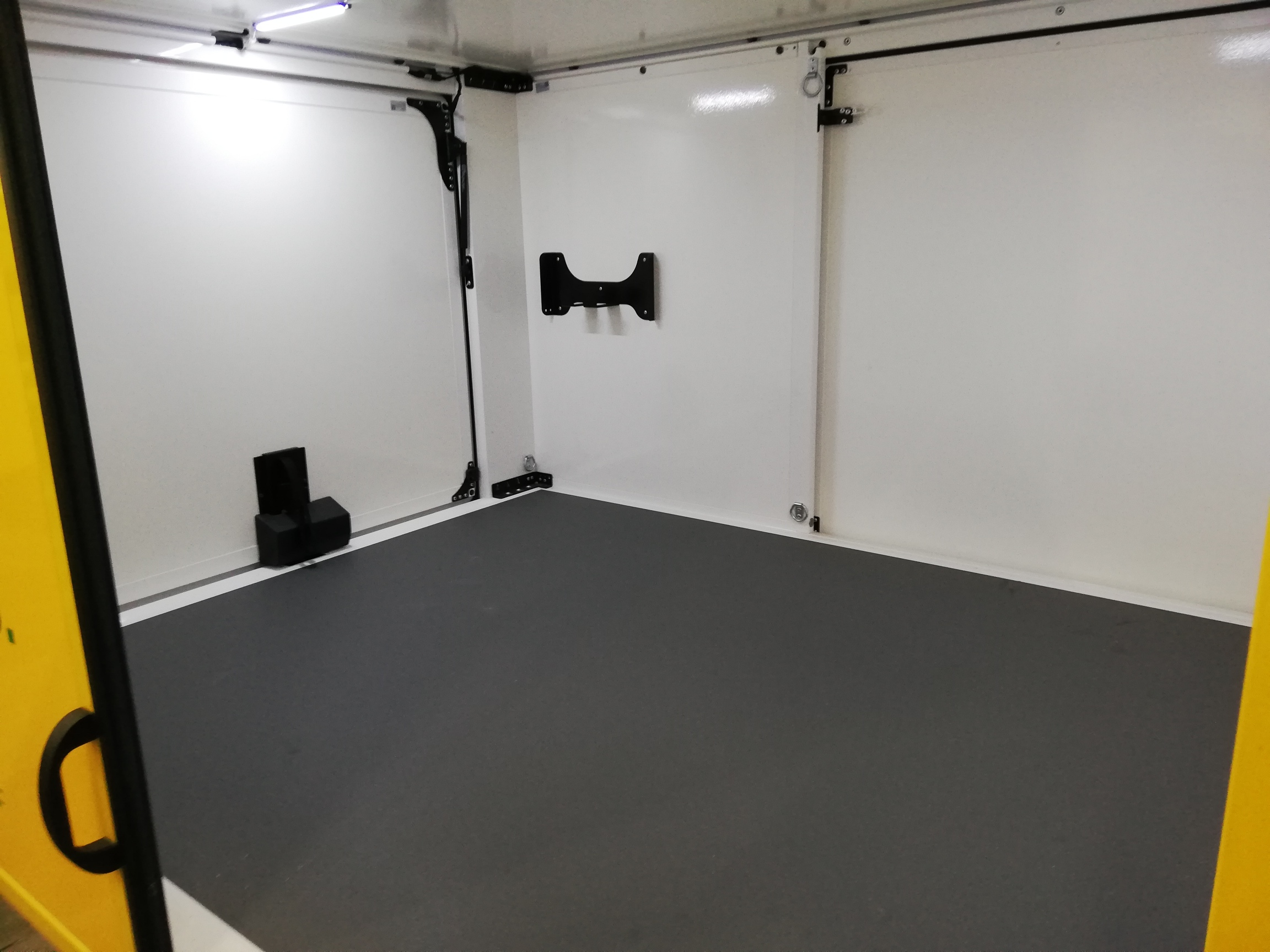
Le chargement d'un StreetScooter Work.
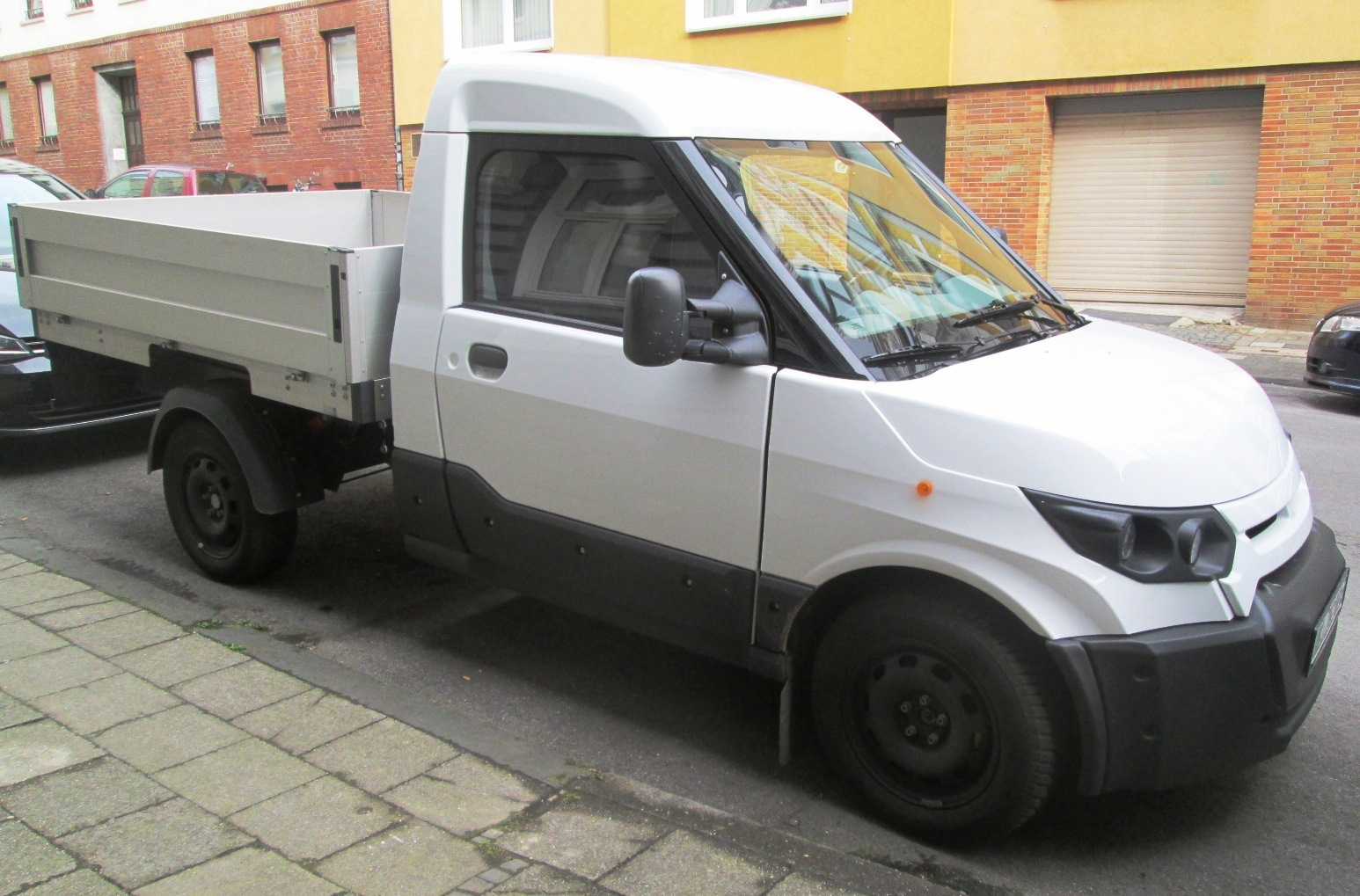